# St.-Lukas-Kirche (Lauenau)

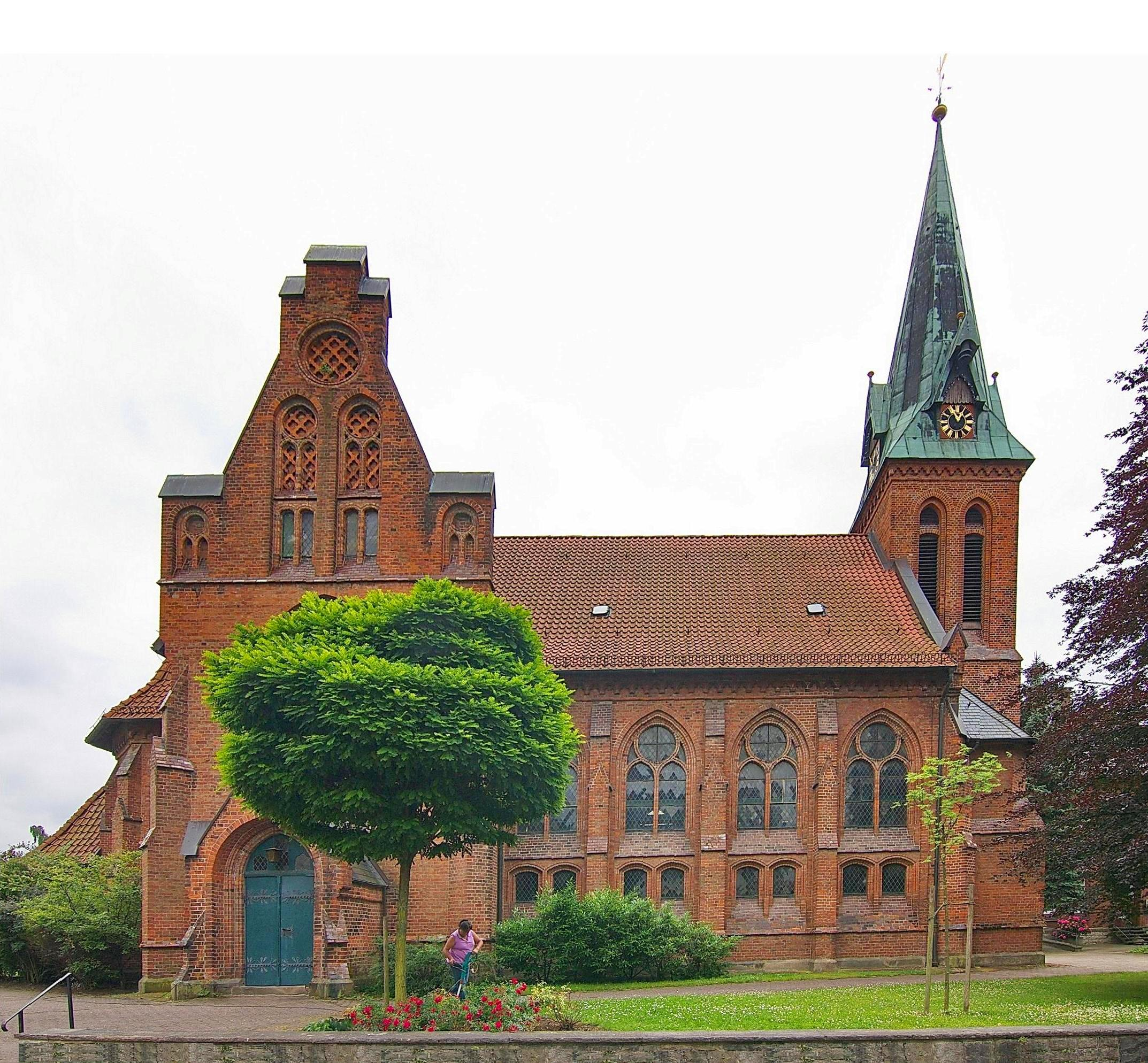
St.-Lukas-Kirche von Norden

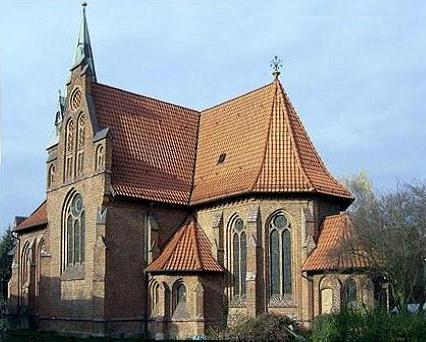
Südostansicht

Die St.-Lukas-Kirche ist die evangelisch-lutherische Kirche von Lauenau im niedersächsischen Landkreis Schaumburg. Das neugotische Gotteshaus wurde 1877 bis 1879 nach Plänen von Conrad Wilhelm Hase erbaut.

## Geschichte
Im Mittelalter gehörte Schwedesdorf/Lauenau zum Kirchspiel Apelern. Die erste eigene Pfarrkirche wurde erst nach der Reformation 1578 am Amtsgraben errichtet.
Nach der Mitte des 19. Jahrhunderts wurde sie baufällig und für die gewachsene Gemeinde zu klein, sodass ein Neubau errichtet wurde. Die Grundsteinlegung erfolgte im Juli 1877, die Einweihung im Mai 1878. Nach demselben Entwurf von Conrad Wilhelm Hase wurde zeitgleich auch die
Lutherkirche in Georgsmarienhütte gebaut. Die Orgel, deren Prospekt ebenfalls von Hase gestaltet wurde, baute die Firma Furtwängler 1879. Den Namen des Evangelisten Lukas erhielt die Kirche 1962.

## Architektur
St. Lukas ist eine neugotische geostete Hallenkirche aus Backstein mit vierjochigem Langhaus, Querhaus und polygonal schließendem Chor. Die Seitenschiffe sind durch Emporen in zwei Geschosse geteilt. Über dem Portal erhebt sich der quadratische Glockenturm mit Spitzhelm, flankiert von Flügelanbauten. Besondere Sorgfalt wurde auf die ornamentale Gestaltung der Querhausgiebel nach Vorbildern der norddeutschen Backsteingotik verwendet. Im Inneren kontrastieren die weiß verputzten Gewölbe- und Wandflächen zu den steinsichtigen Säulen, Bögen und Gewölberippen.